# 장패륜

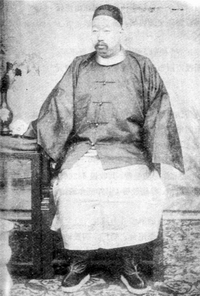
장패륜

장패륜(중국어 정체자: 張佩綸, 병음: Zhang Peilun 장페이룬[*], 1848년 - 1903년)는 청나라 말기의 관료이다. 자는 유초(幼樵), 호는 괴재(蕢齊). 직례의 풍윤 출신이다.

## 생애
1871년에 진사가 되었고, 조정에서는 이홍조, 반조음, 장지동, 진보침, 보정 등과 함께 ‘청류파’에 속했다. 이홍장과 러시아에 대해 소극적 자세를 취한 숭후 등을 탄핵했기 때문에 ‘탄핵대신’이라는 별명을 얻었다. 1882년, 임오군란 직후 한림원의 장패륜은 장문으로 이루어진 ‘동정론’(일본토벌론)을 상주했다. 반면 이홍장은 시기상조라고 반대했다.
1884년부터 1885년까지의 청불전쟁 때에는 복건 군무회판(軍務會辦)이 되었다. 그러나 첨천우 등의 경고를 무시하고 프랑스군을 가볍게 여겼기 때문에 마강해전에서 복건 해군은 전멸당했다. 게다가, 패전 후에 하여장과 함께 도주했기 때문에 면직당했고, 군무에 복종하라는 명령을 받았다. 사람들은 장패륜이 평소에 군사를 즐겨 말했음에도 불구하고 정작 군사를 지휘할 때는 군대를 버리고 달아났기 때문에 ‘마속’이라고 욕을 했다.
군역을 마친 장패륜에게 구원의 손길을 내민 것은 과거의 정적이었던 이홍장이었다. 그는 장패륜의 재능을 높이 평가해 자신의 딸을 시집보냈다. 하지만 이홍장은 일신의 이익을 꾀한다는 의심을 피하기 위해 굳이 장패륜을 추천하지는 않았다. 1901년, 이홍장이 사망하면서 장패륜이 관직에 복귀할 희망은 사라졌고, 1903년, 서인으로 살다가 사망했다.
작가 장아이링은 그의 손녀이다.

## 같이 보기
- 마강해전

## 참고자료
- 岡崎久彦『陸奥宗光とその時代』PHP연구소, 2009년 12월. ISBN 978-4-569-77588-3